# Les Amants de Venise (Maurras)
George Sand & Musset
Pour l’article homonyme, voir Les Amants de Venise.
Les Amants de Venise est un livre du journaliste et homme politique français Charles Maurras publié en 1902. Il s'agit d'une étude de la liaison entretenue par Alfred de Musset et George Sand entre 1833 et 1835.

## Présentation

### Structure
L’ouvrage commence sur deux épigraphes de Jean-Jacques Rousseau et d’Auguste Comte, suivies d’une dédicace à Paul Souday et d'une introduction de quatre pages. Le texte reste inchangé au fil des rééditions et se conclut par un appendice « La tasse de thé du Docteur Cabanès ». Le texte des Amants de Venise est d’abord été publié par la revue bimensuelle Minerva entre juillet et août 1902. 

### Analyse

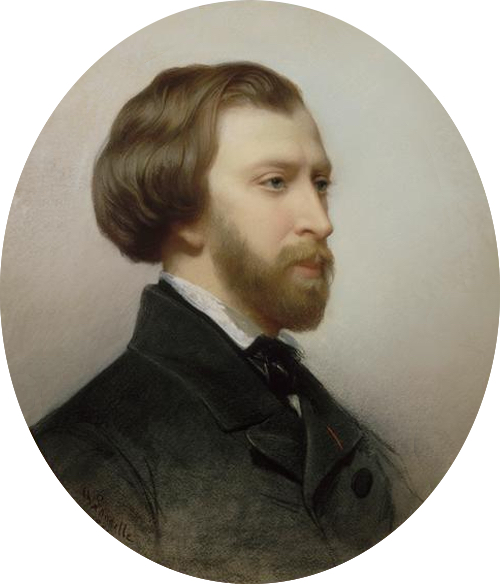
Alfred de Musset (1810-1857).

Les Amants de Venise est l'œuvre d'un Maurras « critique littéraire » dont les personnages principaux ne sont nul autre que les amants Alfred de Musset et George Sand. Maurras convoque une importante documentation pour relater cette liaison commencée à Venise.
Le livre est une charge contre le romantisme où Maurras tourne en dérision la liaison des deux amants.
Maurras insiste sur l'importance du pardon dans cet amour maudit : « Un temps vient où toute rancune doit tomber, aucun être bien né ne pouvant se sentir l’éternel ennemi d’une vieille part de lui-même »,.
L'historien Martin Motte estime que « ce livre perce à jour l'illusion sur laquelle repose l'amour romantique : il se fait gloire de défier la société, mais c'est bien la nature qu'il viole au premier chef ».
Maurras conclut son livre avec cette citation remplie de pitié pour ses personnages maudits :

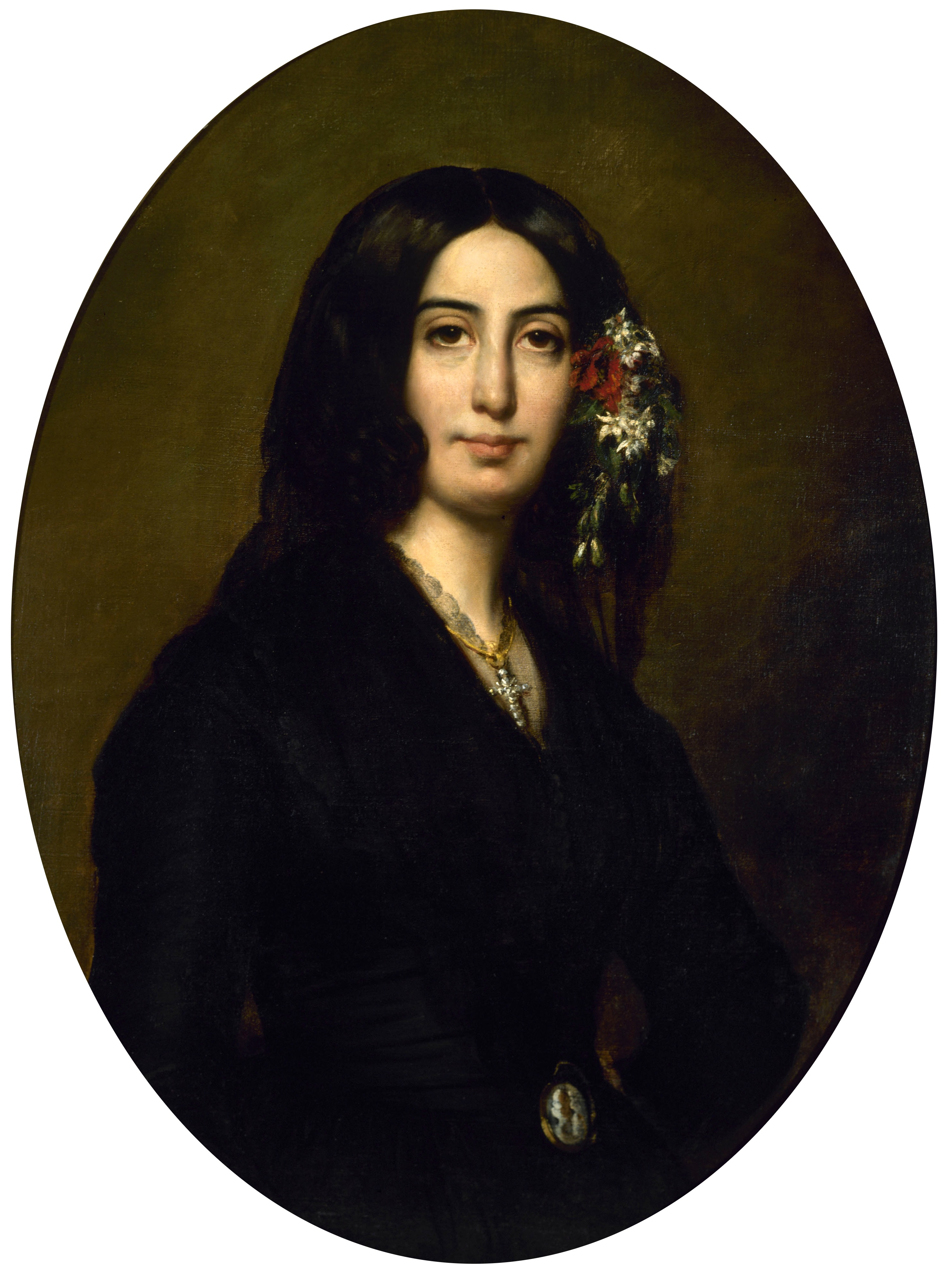
George Sand (1804-1876).

« Pour bien aimer, il ne faut pas aimer l’amour. […] il est même important de sentir pour lui quelque haine […] l’amour doit s’imposer comme un ennemi qu’on redoute, non comme un flatteur qu’on appelle. »

## Autour du livre
Le 20 décembre 1926, le pape Pie XI ordonne la rupture des catholiques avec l'Action française et publie le décret de la congrégation de l'Index du 29 janvier 1914 qui condamne sept œuvres de Maurras dont Les Amants de Venise.